# Parafia św. Idziego w Wyszkowie
Parafia rzymskokatolicka pw. św. Idziego w Wyszkowie – parafia należąca do dekanatu Wyszków, diecezji łomżyńskiej, metropolii białostockiej.

## Historia
Parafia została prawdopodobnie erygowana w 1378 przez Biskupa płockiego Ścibora.

## Miejsca święte
Kościół parafialny
Obecny kościół murowany pw. św. Idziego został zbudowany w latach 1793–1798 z fundacji biskupa płockiego Krzysztofa Hilarego Szembeka. Był konsekrowany przez biskupa płockiego Onufrego Kajetana Szembeka 8 lipca 1798.
Dekretem biskupa łomżyńskiego Janusza Stepnowskiego z 9 lutego 2021 r. kościół parafialny został ustanowiony jednym z 20 kościołów stacyjnych Papieskiego Roku św. Józefa w diecezji łomżyńskiej.
Dawniej posiadane lub użytkowane przez parafię świątynie
W historii parafii istniało kilka kościołów drewnianych powstałych w latach: 1347, 1378, 1592, 1695, 1720.

## Obszar parafii
W granicach parafii znajdują się miejscowości
- Natalin

oraz ulice Wyszkowa
- I Armii Wojska Polskiego,
- Białostocka,
- Bławatkowa,
- Bohaterów AK,
- Bojowników,
- Browarna,
- Brzozowa,
- Chabrowa,
- Chełmońskiego,
- Chmielna,
- Daszyńskiego,
- Drzewieckiego,
- Dworcowa,
- Gen. Kowalskiego,
- św. Idziego,
- Jaśminowa,
- Jordanowska,
- Kameralna,
- Klonowa,
- Kopernika,
- Kościelna,
- Kościuszki,
- Krasickiego,
- Krótka,
- Kwiatowa,
- Leśna,
- Letnia,
- Łabędzia,
- Łączna,
- 1 Maja,
- Matejki,
- Mazowiecka,
- Modra,
- Modrzewiowa,
- Moniuszki,
- Nadgórze,
- Na Skarpie,
- Obwodowa,
- Okrzei,
- Paderewskiego,
- Partyzantów,
- Plażowa,
- Poziomkowa,
- Prosta,
- Przechodnia,
- Pułaskiego,
- Robotnicza,
- Ruczajowa,
- Rumiankowa,
- Sasankowa,
- Sienkiewicza,
- Sosnowa,
- Sowińskiego,
- Spokojna,
- Stawowa,
- Strażacka,
- Strumykowa,
- T. Strusia,
- Studzienna,
- Świerkowa,
- Truskawkowa,
- Wąska,
- Wierzbowa,
- Wiklinowa,
- Wiśniowa,
- Wolności,
- Wrzosowa,
- Zakręzie,
- Zielona,
- Żeromskiego